# Penstemon gracilis
Penstemon gracilis là một loài thực vật có hoa trong họ Mã đề. Loài này được Nutt. mô tả khoa học đầu tiên năm 1818.

## Hình ảnh

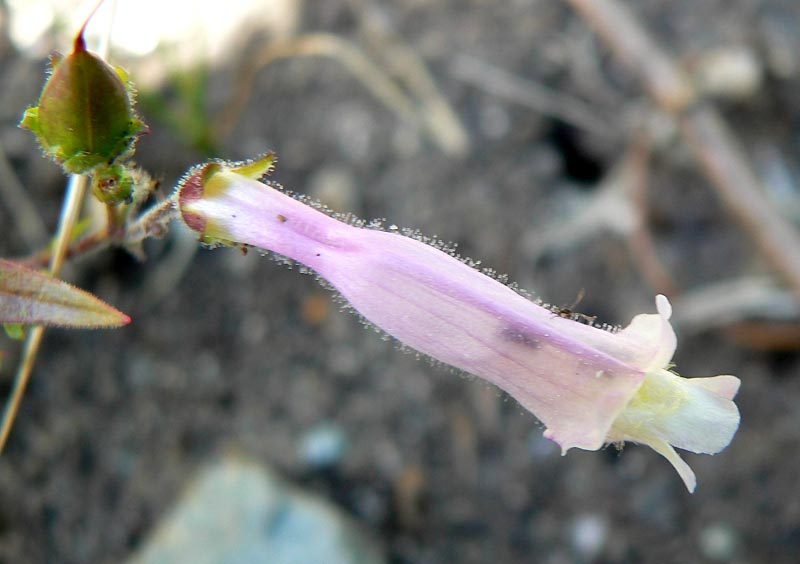
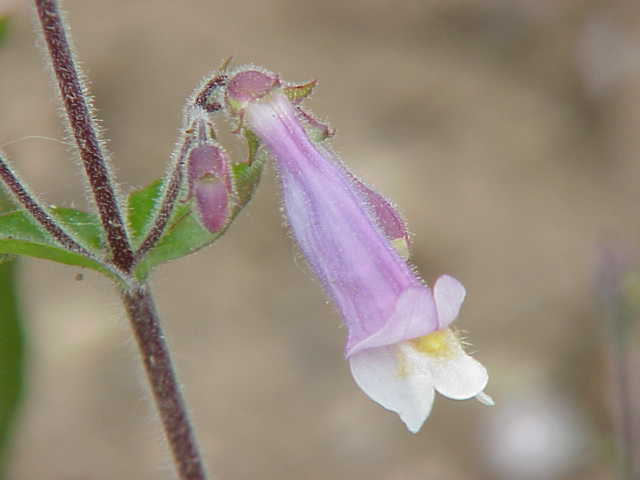
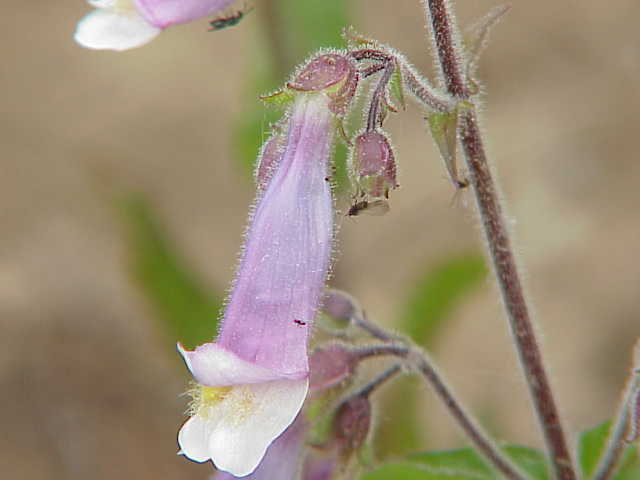
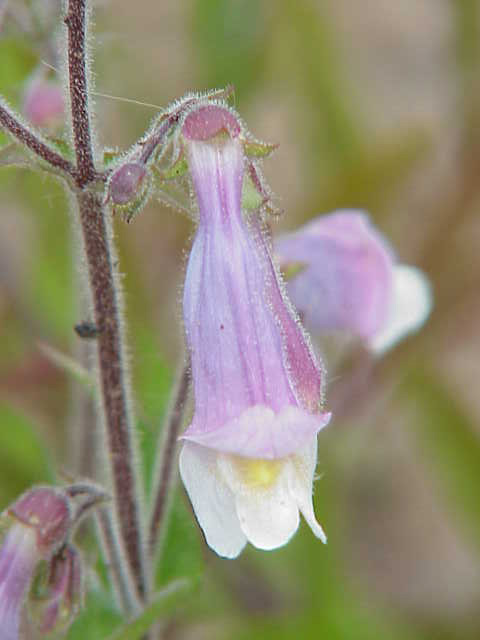